# Mesón de la Victoria
El antiguo Mesón de la Victoria es un edificio ubicado en el Pasillo de Santa Isabel del centro histórico de la ciudad andaluza de Málaga, España. Hoy en día es un museo etnográfico de la fundación Unicaja. Este edificio fue declarado Bien de Interés Cultural en 1964.
Fue construido en 1632 como mesón regentado por los frailes franciscanos del Convento de la Victoria. Es obra de Diego Delgado y hasta el siglo XX ha sufrido pocas transformaciones.
En la década de 1970 fue adquirido por la Caja de Ahorros de Málaga (hoy Unicaja) para albergar el Museo de Artes y Costumbres Populares.
Consta de tres plantas organizadas alrededor de un patio. La primera planta acogía las caballerizas y almacenes, la segunda los aposentos y la tercera es una galería con fachada a la Calle Camas.
Se puede apreciar una reproducción de este edificio en la obra pictórica Después de la Corrida del pintor José Denis Belgrano que se conserva en el Museo de Bellas Artes.